# 김녕중학교
김녕중학교(金寧中學校)는 대한민국 제주특별자치도 제주시 구좌읍 김녕리에 있는 공립 중학교이다.

## 학교 연혁
- 1947년 7월 8일 : 김녕 공립 초급중학교 인가
- 1947년 9월 25일 : 초대 우덕제 교장 부임
- 1947년 10월 3일 : 개교
- 1981년 11월 30일 : 6개 교실 개축, 본관 교실 신축
- 1988년 7월 28일 : 본관 2층 3.5개 교실 증축
- 2004년 8월 26일 : 만장도서관 개관
- 2011년 3월 1일 : 제3, 4기 제주형 자율학교 운영(~2015. 2. 28.)
- 2012년 10월 3일 : 만장관(체육관) 개관
- 2018년 12월 16일 : 본관 앞 개축 교사(校舍) 완공
- 2019년 3월 16일 : 만장도서관 현대화 시설 구축
- 2021년 12월 1일 : 정서지원공간, 위클래스, 명상의 숲 조성
- 2025년 1월 8일 : 제77회 졸업식(졸업생 33명, 졸업생 총수 7,316명)
- 2025년 3월 1일 : 제38대 이강식 교장 부임
- 2025년 3월 1일 : 다혼디 배움학교 운영(~2029. 02. 28.)
- 2025년 3월 4일 : 2025학년도 입학식 40명 입학

## 참고 자료
- 김녕중학교 - 한국교육학술정보원 학교알리미